# Michail Kornijenko
Michail Borisovič Kornijenko (rusky Михаил Борисович Корниенко, * 15. dubna 1960 v Syzrani, Kujbyševské oblasti, RSFSR, SSSR) byl policista, vypracoval se na inženýra, nyní je od dubna 1998 ruský kosmonaut, člen oddílu kosmonautů RKK Eněrgija. V dubnu 2010 se na šest měsíců vypravil na Mezinárodní vesmírnou stanici (ISS) jako člen Expedice 23 a Expedice 24. Podruhé na ISS pracoval během ročního letu v březnu 2015 – březnu 2016 jako člen Expedice 43/44/45/46. Koncem roku 2017 kosmonautem být přestal, nadále pracoval ve Středisku přípravy kosmonautů v administrativě.

## Život

### Mládí
Michail Kornijenko pochází ze Syzraně v Kujbyševské (dnes Samarské) oblasti, žil v Moskvě, později v Čeljabinsku, zde také roku 1977 absolvoval střední školu. Dva roky (1978–1980) základní vojenské služby strávil u 104. gardové výsadkové divize, posádkou u Kirovabadu v Ázerbájdžánu. V letech 1980–1986 sloužil v moskevské policii. Současně dálkově studoval na Moskevském leteckém institutu, kde roku 1987 získal diplom inženýra se specializací na raketové motory na kapalné pohonné látky. V letech 1986–1991 pracoval v Konstrukční kanceláři všeobecného strojírenství (KBOM). Od října 1991 byl ředitelem výrobně-technického oddělení společnosti Transvostok (ООО Трансвосток), od prosince 1992 byl generálním ředitelem společnosti ESTE (ТОО ЭСТЭ). V dubnu 1995 nastoupil k RKK Eněrgija do oddělení přípravy kosmonautů k výstupům do otevřeného vesmíru.

### Kosmonaut
Přihlásil se k kosmonautickému výcviku, prošel lékařskými prohlídkami v IMBP, ale v červenci 1997 firemní komise zadržela jeho spis, nesplňoval totiž podmínku minimálně tříletého zaměstnání u RKK Eněrgija. Státní meziresortní komise ho proto až 24. února 1998 doporučila do oddílu kosmonautů RKK Eněrgija, formálně zařazen v Eněrgiji na pozici kandidáta na kosmonauta byl 23. března 1998, s platností od 10. dubna 1998 (třetí výročí nástupu do zaměstnání). Absolvoval dvouletou všeobecnou kosmickou přípravu ve Středisku přípravy kosmonautů J. A. Gagarina (CPK) a 1. prosince 1999 získal kvalifikaci zkušební kosmonaut.

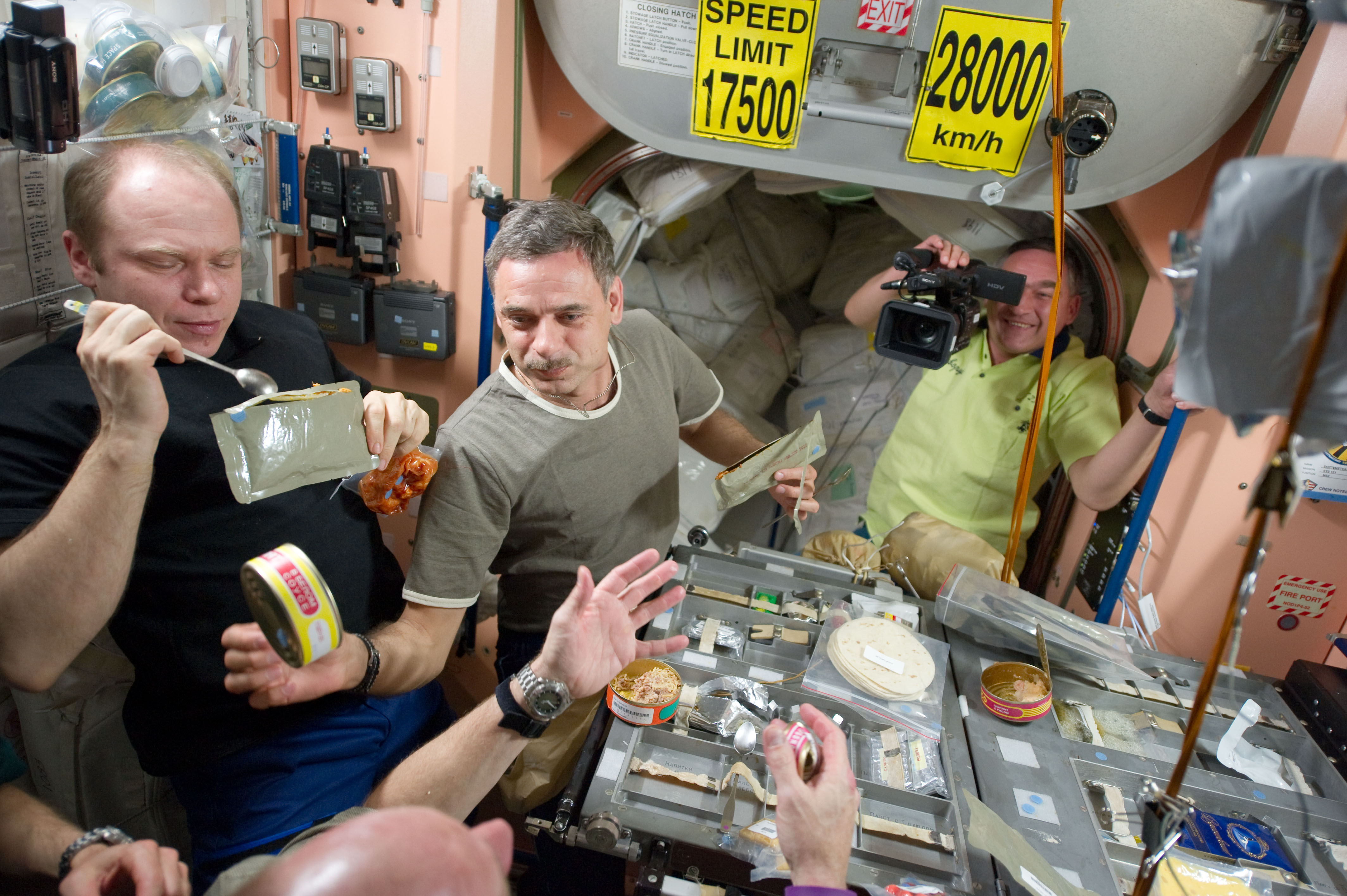
Oleg Kotov, Michail Kornijenko (uprostřed) a Alexandr Skvorcov při jídle v modulu Unity. Skvorcov natáčí kolegy z letu STS-131, kteří jsou mimo záběr. 9. dubna 2010.

Od února 2000 byl zařazen mezi kosmonauty připravující se v CPK na lety na Mezinárodní vesmírnou stanici (ISS). V srpnu 2001 byl jmenován do záložní posádky Expedice 8. V únoru 2003 po havárii Columbie, byl program letů omezen a posádka rozpuštěna.
V červenci 2005 byl zařazen do skupiny 15/16/17, z jejíž členů se sestavovaly posádky Expedice 15 až 17. V květnu 2006 byl předběžně, v červnu 2006 definitivně, začleněn do záložní posádky Expedice 15 (startovala v březnu 2007). V srpnu 2007 byl předběžně jmenován do základní posádky Expedice 20, v červenci 2008 byl přeřazen do Expedice 23, oficiálně bylo toto zařazení oznámeno v září 2008.
Na svoji první kosmickou výpravu odstartoval z kosmodromu Bajkonur v Sojuzu TMA-18 jako palubní inženýr lodi společně s Alexandrem Skvorcovem a Tracy Caldwellovou dne 2. dubna 2010 v 04:04 UTC. Po půlročním pobytu na stanici přistála stejná trojice v Sojuzu TMA-18 25. září 2010 v 05:23 UTC v kazašské stepi 35 km jihovýchodně od Arkalyku.

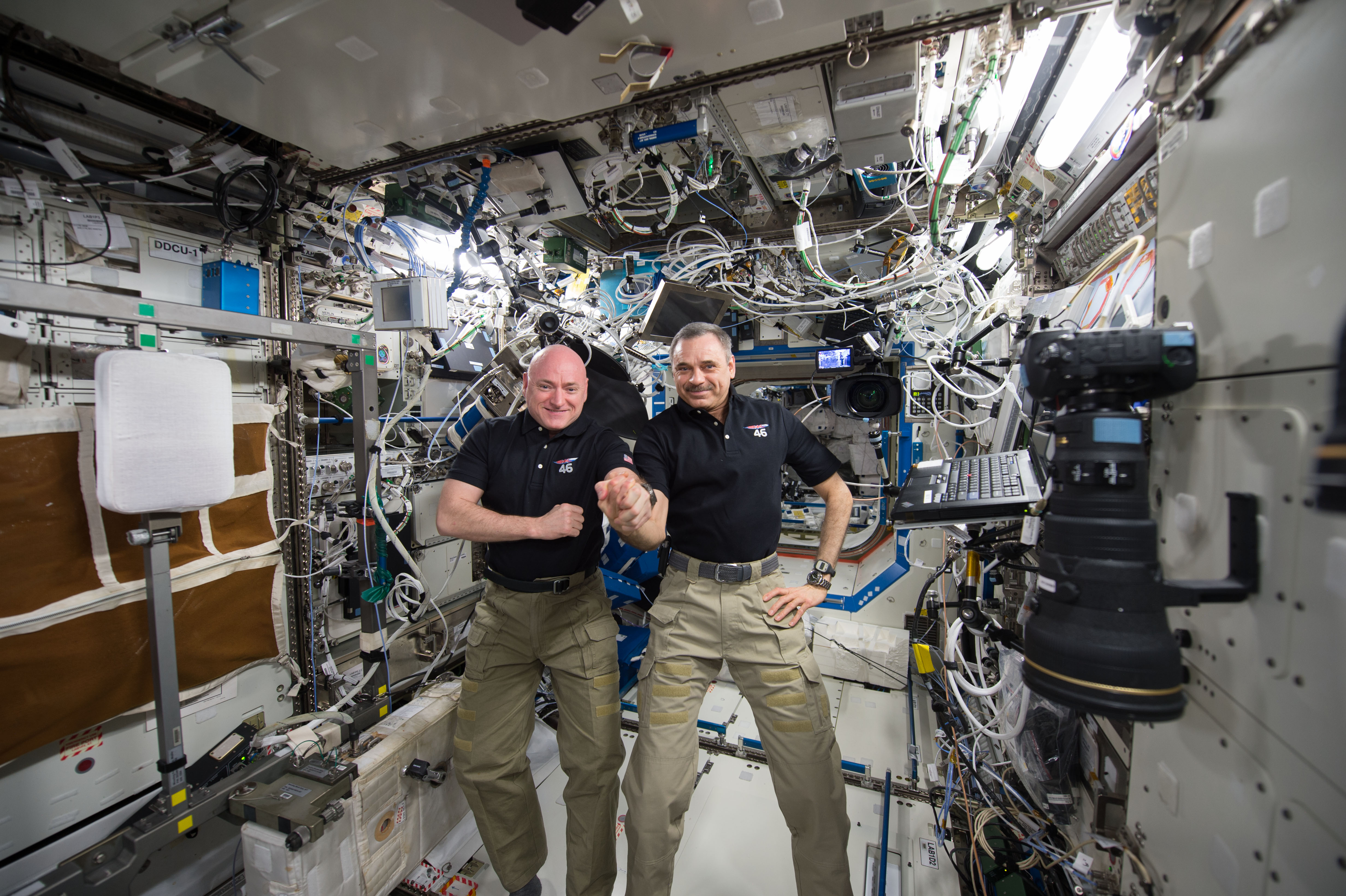
Scott Kelly a Michail Kornijenko pózují 300 den jejich letu, 21. ledna 2016, modul Destiny Mezinárodní vesmírné stanice

V souvislosti s rozhodnutím Roskosmosu o shromáždění ruských kosmonautů v jednom oddílu odešel ze společnosti RKK Eněrgija a od 22. ledna 2011 je kosmonautem Střediska přípravy kosmonautů.
V listopadu 2012 byl (se Scottem Kellym) vybrán k ročnímu letu na ISS v Expedici 43/44/45/46. Ještě s velitelem lodi Sojuz TMA-16M Gennadijem Padalkou let zahájili 27. března 2015. Na ISS pracoval do 2. března 2016, kdy společně s Kellym a Sergejem Volkovem přistál v Sojuzu TMA-18M v kazašské stepi. Mise Kornijenka a Kellyho trvala 340 dní, 8 hodin a 43 minut.
K 1. prosinci 2017 přestal být aktivní kosmonaut, v oddílu kosmonautů však zůstal, a sice jako kosmonaut-manažer (космонавт-менеджер), tedy neaktivní kosmonaut ve funkci „vedoucího specialisty“.

## Vyznamenání
- Hrdina Ruské federace (12. dubna 2011),[1]
- Letec-kosmonaut Ruské federace (12. dubna 2011),[1]
- Řád Za zásluhy o vlast IV. třídy (2017).[1]